# Cratere Sayligul
Sayligul  è un cratere sulla superficie di Venere.